# Shady Hollow
Shady Hollow és una concentració de població designada pel cens dels Estats Units a l'estat de Texas. Segons el cens del 2000 tenia 5.140 habitants.

## Demografia
Segons el cens del 2000, Shady Hollow tenia 5.140 habitants, 1.658 habitatges, i 1.483 famílies. La densitat de població era de 369,6 habitants per km².
Dels 1.658 habitatges en un 49,7% hi vivien nens de menys de 18 anys, en un 81,2% hi vivien parelles casades, en un 5,9% dones solteres, i en un 10,5% no eren unitats familiars. En el 8% dels habitatges hi vivien persones soles l'1,7% de les quals corresponia a persones de 65 anys o més que vivien soles. El nombre mitjà de persones vivint en cada habitatge era de 3,06 i el nombre mitjà de persones que vivien en cada família era de 3,23.
Per edats la població es repartia de la següent manera: un 30,8% tenia menys de 18 anys, un 5,6% entre 18 i 24, un 27,5% entre 25 i 44, un 30,5% de 45 a 60 i un 5,6% 65 anys o més.
L'edat mediana era de 39 anys. Per cada 100 dones de 18 o més anys hi havia 99,8 homes.
La renda mediana per habitatge era de 94.470 $ i la renda mediana per família de 94.249 $. Els homes tenien una renda mediana de 70.471 $ mentre que les dones 37.868 $. La renda per capita de la població era de 33.532 $. Aproximadament el 0,5% de les famílies i l'1,8% de la població estaven per davall del llindar de pobresa.

## Poblacions més properes
El següent diagrama mostra les poblacions més properes.